# آنا ماریا ساندری
آنا ماریا ساندری (ایتالیایی: Anna Maria Sandri؛ زادهٔ ۱۰ اوت ۱۹۳۶) بازیگر اهل ایتالیا است.

از فیلم‌ها یا برنامه‌های تلویزیونی که وی در آن نقش داشته‌است، می‌توان به سرخ و سیاه و دبیرستان اشاره کرد.